# Condylostylus clavatus
Condylostylus clavatus är en tvåvingeart som först beskrevs av Van Duzee 1929.  Condylostylus clavatus ingår i släktet Condylostylus och familjen styltflugor. Inga underarter finns listade i Catalogue of Life.